# Conflicto georgiano-abjasio
El conflicto entre Georgia y Abjasia se refiere al conflicto étnico entre los georgianos y los abjasios en Abjasia, que es una república independiente de facto, parcialmente reconocida. En un sentido más amplio, el conflicto entre Georgia y Abjasia se puede considerar como parte de un conflicto geopolítico de la región del Cáucaso, que se intensificó a finales del siglo XX, tras la disolución de la Unión Soviética.
El conflicto, uno de los más sangrientos en el área postsoviética, sigue sin resolverse. El gobierno de Georgia ofreció una autonomía sustancial a Abjasia varias veces. Sin embargo, tanto el gobierno de Abjasia y la oposición rechazaron cualquier forma de unión con Georgia. Abjasia considera que su independencia es resultado de una guerra de liberación de Georgia, mientras que los georgianos creen que históricamente Abjasia ha sido siempre parte de Georgia. Los georgianos forman el grupo étnico más importante en la Abjasia de preguerra, con una pluralidad de 45,7% en 1989, pero ahora la mayoría de los georgianos que quedan en Abjasia quieren permanecer independientes de Georgia.
Durante la guerra, el lado separatista de Abjasia llevó a cabo una campaña de limpieza étnica a gran escala que se tradujo en la expulsión de más de 250 000 personas de etnia georgiana y más de 15 000 murieron. La limpieza étnica de georgianos ha sido reconocida oficialmente por la Organización para la Seguridad y la Cooperación en Europa (OSCE), los convenios de Lisboa, Budapest y Estambul (también mencionado en la Asamblea General de las Naciones Unidas Resolución de la AG/10708). El Consejo de Seguridad de la ONU aprobó una serie de resoluciones en las que se hace un llamamiento para un alto el fuego.

## Conflictos
- Primera guerra de Abjasia
- Segunda guerra de Abjasia
- Guerra de Osetia de 2008

- Enfrentamientos costeros del 2008 en Abjasia